# Беренков, Виталий Павлович
Виталий Павлович Беренков (Vitaliy Pavlovich Berenkov, 1930—2015) — композитор (член Союза композиторов, ранее Союз композиторов СССР), педагог (преподаватель кафедры теории музыки и композиции).

## Биография

### Происхождение

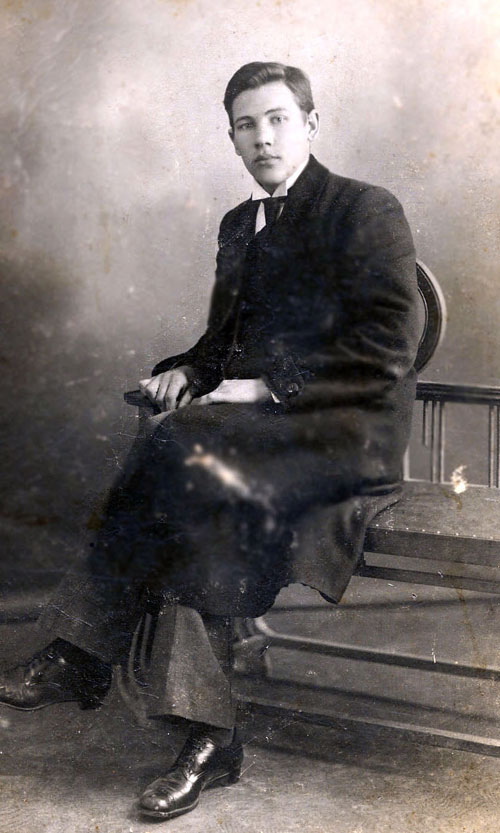
Отец В.Беренкова — П.Беренков

Отец Виталия Павловича Беренкова (1896—1973) — композитор Павел Григорьевич Беренков — родился 26 августа 1896 года в селе Княжая Гора (Успенское) Курмышского уезда Симбирской губернии в крестьянской семье (ныне село Княжиха Пильнинского района Нижегородской области).
Дед Виталия — глава семьи Григорий Беренков — был грамотным крестьяниным, занимался торговым делом, и вскоре после рождения Павла большая семья перебралась на жительство в приобретенный просторный дом в уездный город Курмыш. Окончив высшее Курмышское начальное училище, Павел помогал отцу по торговой части. Едва начал служить по срочному призыву в Первую империалистическую войну в Казани, как грянула революция 1917 года, напрочь перечеркнув прежнюю жизнь.

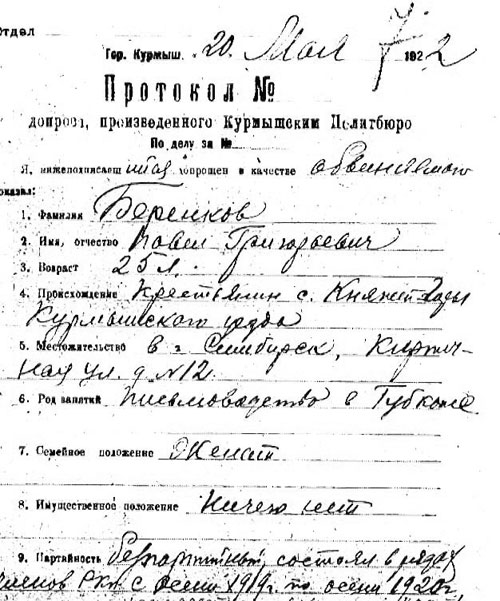
Протокол допроса П.Беренкова

В марте 1920 года в ходе следствия Симбирский губотдел ГПУ по Курмышскому уезду заподозрил двадцатилетнего парня «в активном участии в Курмышском белогвардейском восстании». За неимением доказательств, суд вынес компромиссный приговор — два года принудительных работ с подпиской «о невыезде». 22 марта 1921 года, «согласно заявлению бдительных земляков — членов РКСМ и личному распоряжению ответственного секретаря Курмышского комитета РКП(б)», Павла снова арестовали. В 1922 году Симбгуботдел ГПУ решил Беренкова «освободить без всяких подписок, следствие по его делу продолжить в секретном порядке». Данные обстоятельства вынудили впоследствии скрывать подлинную биографию, придумать легенду о тяжелом житье-бытье семьи Беренковых в Курмыше. Лишь в 1996 году решением государственной комиссии обвинение в «антисоветской деятельности в 1918 году» с Павла Беренкова сняли «ввиду недоказанности всех обстоятельств дела».
В 1921 году избранницей Павла стала юная Анна Аркадьевна (в девичестве Зубрилова) — работала санитаркой в красных эшелонах с ранеными в Гражданскую войну.
Молодая семья Беренковых перебралась на жительство в Дзержинск в 1937 году. В городе П.Беренков начал работать руководителем музыкальной студии при Доме культуры завода им. Я. М. Свердлова. В двух отведенных комнатах поставили пианино, объявили о наборе первых двадцати пяти учеников для обучения игре на фортепиано, сольному пению. Так было положено начало первой музыкальной школе в г. Дзержинске (ныне Центральная Детская Музыкальная Школа им. А. Н. Скрябина). Анна Аркадьевна стала впоследствии педагогом этой школы.
В 1942 году директора Дзержинской музыкальной школы № 1 призвали в армию. П.Беренков служил в НовоГирееве Перовского района г. Москвы в ведомстве генерал-майора Г. П. Медведева — знаменитого генерала-кинолога, руководителя уникальной Центральной военно-технической школы военного собаководства, большого любителя музыки. Здесь Павлу Григорьевичу пригодился талант к сочинительству. Его знаменитая «Солдатская походная» стала визитной карточкой многих красноармейских хоров и ансамблей, «Песня о собаках» полюбилась многим бойцам. Стихи к знаменитой песне о собаках-санитарах написали поэты Н. Евкина и Б. Рагозин.
Вернувшись с фронта Павел Григорьевич Беренков вновь заступил на должность директора первой музыкальной школы и бессменно проработал в ней до ухода на заслуженный отдых. Он увлеченно пытался осуществить свою мечту — создать оперу «Степан Разин». Музыкант работал над ней вплоть до самой кончины в 1973 году, успев завершить первое действие.

### Творческий путь
В. П. Беренков родился 12 декабря 1930 года в г. Ульяновске, в семье Беренкова Павла Георгиевича (1896—1973), композитора и педагога, и Анны Аркадеьевны (в девичестве Зубриловой), также педагога. С детства погруженный в атмосферу музыки, В. П. Беренков пошёл по пути своих родителей. Своё профессиональное музыкальное образование он начал с обучения в ныне Центральной Детской Музыкальной Школе им. А. Н. Скрябина, основателем которой был его отец, П. Г. Беренков. Позже окончил Горьковское музыкальное училище (ныне Нижегородское Музыкальное училище им. М. А. Балакирева), затем в 1954 — музыковедческое отделение Горьковской государственной консерватории (ныне Нижегородская государственная консерватория имени М. И. Глинки), где занимался по теоретическим дисциплинам у И. В. Способина, по истории музыки — у М. С. Пекелиса. В 1964 окончил композиторское отделение Горьковской консерватории (класс О. К. Эйгес и А. А. Нестерова).
В голодные послевоенные годы ему вместе с друзьями-музыкантами пришлось зарабатывать себе на кусок хлеба, играя популярную музыку на танцах в кинотеатре «Ударник». После окончания консерватории В. П. Беренков неоднократно менял место жительства. В 60-е годы молодой композитор преподавал в Волгоградском училище искусств (ныне Волгоградская консерватория им. П. А. Серебрякова). В малом зале на третьем этаже училища он проводил неформальные творческие собрания начинающих сочинителей. На них можно было услышать «Тему с вариациями» баяниста Юрия Баранова (сейчас заслуженный деятель искусств, профессор, Лауреат государственной премии). Принимал участи в вечерах и начинающий музыкант — заочник В. Мигуля. Виталий Беренков был одним из первых его наставников в творчестве. На эти концерты он приглашал волгоградских поэтов (Льва Кривошеенко, Юрия Окунёва). В это же время в Сталинградском театре музыкальной комедии (ныне Волгоградский музыкальный театр) шли замечательные спектакли с музыкой Беренкова: балет «Снежная королева», мюзикл «Дон Сезар де Базан».
Виталий Беренков имел тяготение к фольклору малых народов. Так, саратовский композитор В. П. Беренков и два московских либреттиста В.Есьман и К.Крикорян создали музыкальную повесть «Чародей с берегов Бездны». Произведение воскрешало страницы из жизни скульптора С. Д. Эрьзи. Постановки проходили на сценах нескольких театров сначала под названием «Сердце художника». На сцену Театра музкомедии МАССР (ныне Государственный музыкальный театр имени И. М. Яушева) спектакль пришёл уже в 1980 году под название «Чародей». Главным достоинством спектакля оказалась музыка, мелодичная, песенная, народная. Спектакль, по мнению критиков, имел мало общего с традиционной опереттой. Он был необычно серьезным и получил первую премию на всероссийском конкурсе театральных постановок.
Вскоре композитор переехал в Саратов. С 1969 был дирижёром Саратовского областного театра оперетты. С 1969 по 1970 — преподавателем теоретических дисциплин в Саратовской государственной консерватории им. Л. В. Собинова. Работал в Йошкар-Оле, Элисте, Кемерово, Туле и Москве.
Основным направлением творческой деятельности В. П. Беренкова являлось написание музыки для драматических театров и телевизионных фильмов. Композитор неоднократно обращался к фольклору народов Поволжья в качестве источника для своих сочинений. «Юношеский концерт для фортепиано с оркестром», в своё время получил высокую оценку Д. Д. Шостаковича. Виталий Павлович — один из немногих композиторов, который писал для детей.
Виталий Беренков скоропостижно скончался 8 декабря 2015 года. Он считал свою творческую судьбу счастливой. Всё, что было написано им, звучало на концертных и театральных подмостках многих городов: Ленинграда, Саратова, Харькова, Одессы, Горького, Петрозаводска, Оренбурга, Элисты, Волгограда. Например, постановка оперетты «Дон Сезар де Базан» выдержала 6 сезонов в Ленинграде. Балет «Снежная королева», по рейтингу журнала «Музыкальная жизнь», стоял на втором месте после балета А. Хачатуряна «Спартак». Музыку Беренкова можно было услышать с экранов телевизоров и по Всесоюзному радио. Многие работы композитора отмечены наградами и премиями.

## Хобби
В юношеские годы В. П. Беренков увлекался бадминтоном, имел степень кандидата в мастера спорта, устраивал соревнования. Увлечение шахматами пронёс через всю жизнь. В Москве много времени проводил в шахматном клубе в Нескучном саду. Участвовал в турнирах. Так появилось ещё одно произведение — «Нескучный вальс». В более зрелом возрасте В. П. Беренков увлёкся изучением немецкого языка, а впоследствии пытался овладеть разговорным английским.

## Образование
- 1946 — Центральная Детская Музыкальная Школа им. А. Н. Скрябина (г. Дзержинск)
- Горьковское музыкальное училище (ныне Нижегородское Музыкальное училище им. М. А. Балакирева)
- 1954 — музыковедческое отделение Горьковской государственной консерватории (ныне Нижегородская государственная консерватория имени М. И. Глинки)
- 1964 — композиторское отделение Горьковской консерватории

## Сочинения (неполный список)
- Музыкальное оформление спектакля Саратовского театра кукол «Теремок» по пьесе Е.Шварца «Кукольный городок» (удостоено премии городского фестиваля «Театральная весна» в 1975)
- Кантата «Песнь об Оке Городовикове» (1970) (удостоена республиканской премии Калмыцкой АССР)
- Песня «Рыбацкая — задорная» (удостоена первой премии на Всесоюзном конкурсе «Каспийские зори» в Астрахани в 1966)
- Песня «Зимушка-Зима» (исполнитель: А. Стрельченко; стихи: М. Чернышев)
- Муз. драма «Тёгряш» (совм. с М. Пюрвеевым, Элиста, 1972)
- Мюзикл «Чародей» (либреттисты В.Есьман и К.Крикорян)
- Балет «Снежная королева» (Волгоград, 1966)
- Оперетта «Дон Сезар де Базан» (Вам — моя жизнь, сеньора, Волгоград, 1967)
- Кантата «Над городом мирное небо» (для хора мальчиков и кам. орк., 1965)
- Для фортепиано с оркестром — Юношеский концерт (1959)
- Фантазия на народную калмыцкую тему «Узорчатый шелковый платочек» для трубы с оркестром (1970)
- Контрасты (1969) — для духовых инструментов, баса и ударных
- Детские пьесы для фортепиано (1959)
- 2 пьесы на калмыцкие темы для виолончели с фортепиано (1970)
- 2 романса (сл. Р. Бёрнса, 1964)
- Оперетта «Золотая паутина» (впервые в стране поставлена на сцене Саратовского театра оперетты)
- «Нескучный вальс»
- Музыка к телевизионным фильмам

## Награды
Награжден Диплом и премией Министерства Внутренних Дел СССР, за создание героической оперетты «Золотая паутина». г. Москва 1986 год, за поодписью Министра МВД СССР А.Власовова.